# Ziroatkhon Hoshimova

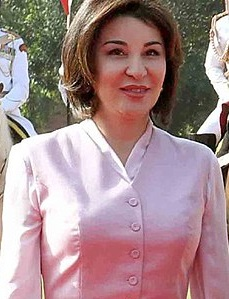
Ziroatkhon Hoshimova (2018)

Ziroatkhon/Ziroatxon Mahmudovna Hoshimova (verheiratete Mirziyoyeva; russisch Зироатхон Махмудовна Хошимова; * 4. Dezember 1957 in Qoʻqon, Ferghanatal, Usbekische SSR, Sowjetunion) ist eine usbekische Wirtschaftsingenieurin. Als Ehefrau von Shavkat Mirziyoyev ist sie seit dem 14. Dezember 2016 die zweite First Lady Usbekistans.                                                                                                                                                                                                                                             

## Leben und Wirken

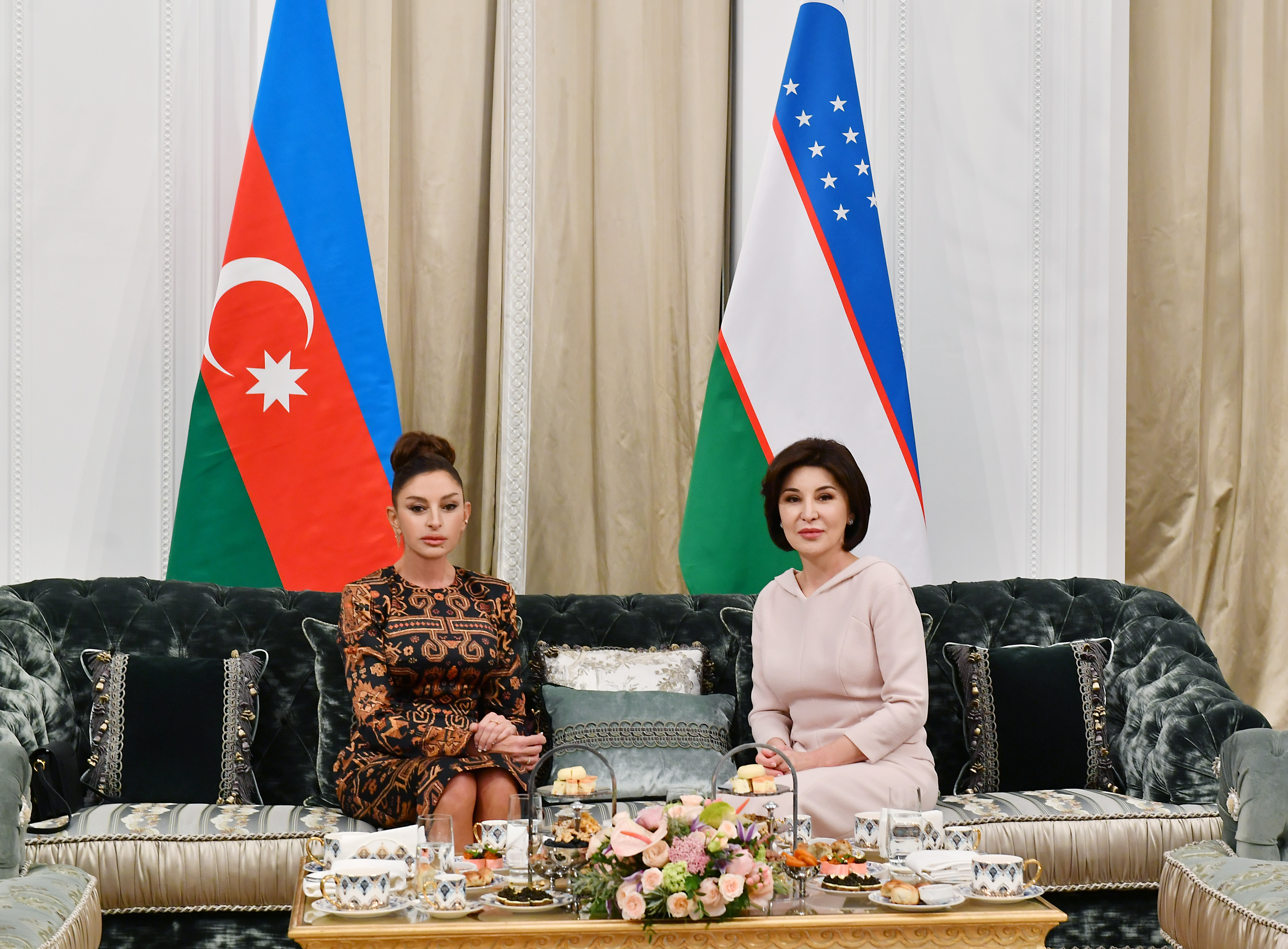
First Lady of Azerbaijan Mehriban Aliyeva met with First Lady of Uzbeкistan Ziroatкhon Mirziyoyeva

Ihr Vater Mahmudjon Hoshimov war ein wohlhabender Offizier im Ferganatal und leitete die Versorgungsabteilung der Zentralasiatischen Eisenbahn in Qoʻqon. Über ihre Mutter ist nichts bekannt. Ihre Eltern sollen im Allgemeinen streng gewesen sein und nannten sie Oichon. Sie studierte am Tashkent Institute of Irrigation and Agricultural Mechanization Engineers, wo sie ihren ersten Ehemann kennenlernte. Einigen Quellen zufolge war ihre Familie gegen ihre Heirat. Sie ist ausgebildete Wirtschaftsingenieurin, war jedoch vor Antritt ihres Amtes als First Lady Hausfrau. Während der Ära Karimov, als ihr Mann Premierminister war, wurde sie nicht im staatlichen Fernsehen gezeigt und vermied öffentliche Auftritte. Als ihr Mann Präsident wurde, begleitete sie ihn auf mehreren Auslandsreisen, unter anderem nach Kirgisistan, China, Südkorea und in die Vereinigten Staaten. Das Paar hat drei Kinder namens Shakhnoza, Saida und Davron. Sie ist die Vorsitzende des Kuratoriums der Zamin International Public Foundation. In einer Online-Rede im Namen der Stiftung erklärte sie, dass eine Behinderung nicht länger ein medizinisches Problem sei, sondern ein Problem der Menschenrechte.